# حمزة ساخي
حمزة ساخي (7 يونيو 1996 بفرنسا - ) هو لاعب كرة قدم مغربي في مركز الوسط. لعب مع نادي شاتورو ونادي ميتز.

## وصلات خارجية
- حمزة ساخي على موقع قاعدة بيانات كرة القدم.إي يو (الإنجليزية)
- حمزة ساخي على موقع Soccerway.com (الإنجليزية)
- حمزة ساخي على موقع AS.com (الإسبانية)